# Yoshikatsu Yoshida
Yoshikatsu Yoshida (Hokaido, Japón, 30 de octubre de 1941) es un deportista japonés retirado especialista en lucha libre olímpica donde llegó a ser campeón olímpico en Tokio 1964.

## Carrera deportiva
En los Juegos Olímpicos de 1964 celebrados en Tokio ganó la medalla de oro en lucha libre olímpica estilo peso mosca, por delante del luchador surcoreano Chang Chang-Sun (plata) y del iraní Ali Akbar Heidari (bronce).